# Husmyrtjärnarna (östra)
Husmyrtjärnarna är en sjö i Skellefteå kommun i Västerbotten och ingår i Rickleåns huvudavrinningsområde.